# José Maria Metello Júnior
José Maria Metello Júnior, mais conhecido como Metello Júnior (Rio de Janeiro, 26 de abril de 1882 — ?), foi um advogado, jornalista e político brasileiro.
Filho do também político José Maria Metello, foi senador pelo Distrito Federal de 1919 a 1921, além de deputado federal.